# Silba (isla)
La Isla Silba (en croata: Otok Silba) es una isla en Croacia, en el norte de Dalmacia, al sureste de Lošinj, entre las islas de Premuda y Olib. Tiene un clima mediterráneo, con 2570 horas de sol al año. La mayoría de los días de verano son calientes, brillantes y claros con luz y vientos del oeste que enfría la isla por las tardes.
Silba tiene un área de 15 km² con la forma de número 8, con el pueblo de Silba situado en el punto más estrecho en el centro. Toma sólo unos 10 minutos ir a pie por 600 m desde el puerto del noreste de Mul al puerto al suroeste de Žalić (Zhaleech).